# گودال (فیلم ۲۰۰۹)
گودال (به انگلیسی: The Hole) فیلمی سینمایی در گونهٔ خیال پردازی-هیجانی محصول سال ۲۰۰۹ میلادی ایالات متحده آمریکا است. این فیلم توسط جو دانته کارگردانی شده‌است و بازیگرانی مانند کریس ماسولیا، هیلی بنت و نیتن گمبل در آن به ایفای نقش پرداخته‌اند.

## خلاصهٔ داستان
سوزان تامپسون به همراه دو پسرش دِین و لوکاس به خانه‌ای جدید در حاشیهٔ شهر نقل‌مکان می‌کنند. دِین و لوکاس با جولی، دختری که در همسایگی آن‌ها زندگی می‌کند، آشنا می‌شوند. آن‌ها در زیرزمین منزلشان گودالی پیدا می‌کنند که درِ آن با چند قفل بسته شده‌است. بعد از بازکردن قفل‌ها، آن‌ها متوجه می‌شوند که گودال بی‌انتهاست. به‌زودی هرکدام با بدترین ترس خود روبرو می‌شوند…

## بازیگران
- کریس ماسولیا در نقش دِین تامپسون، پسری ۱۷ ساله.
- نیتن گمبل در نقش در نقش لوکاس تامپسون، پسری ۱۰ ساله و برادر دِین.
- هیلی بنت در نقش جولی کمبل، دختری که در همسایگی دِین و لوکاس زندگی می‌کند.
- تری پولو در نقش سوزان تامپسون، مادر دِین و لوکاس.
- بروس دِرن در نقش کارل مخوف، صاحبخانهٔ قبلی.
- کوئین لورد در نقش آنی اسمیت، دوست دوران کودکی جولی.

## چند نکته در مورد فیلم
- دیک میلر، که در بسیاری از فیلم‌های جو دانته به ایفای نقش پرداخته است، در این فیلم نیز در نقش کوتاه پیک پیتزا حضور دارد. هم چنین این اولین فیلم جو دانته از سال ۱۹۸۱ به بعد است که جری گلدسمیت فقید آهنگساز آن نیست.
- نقش شخصیت آنی اسمیت که به صورت شبح دختری کوچک در فیلم حضور دارد را در واقع بازیگر مرد کوئین لورد ایفا کرده‌است.
- فیلم برداری صحنهٔ مبارزهٔ لوکاس با دلقک عروسکی چهار روز به طول انجامید.[۱]

## تولید
فیلم برداری فیلم در پنجم دسامبر سال ۲۰۰۸ میلادی، در ونکوور کانادا آغاز شد. فیلم برداری به صورت سه بعدی انجام شد.

## انتشار
این فیلم اولین بار در تاریخ ۱۱ سپتامبر سال ۲۰۰۹ میلادی در شصت و ششمین جشنواره فیلم ونیز به روی پرده رفت. در ادامه این فیلم در پنج جشنوارهٔ دیگر از جمله جشنوارهٔ بین‌المللی فیلم تورنتو اکران شد. در سال‌های ۲۰۱۰ تا ۲۰۱۲ این فیلم در چندین کشور اکران شد و در چند کشور دیگر نیز به صورت دی وی دی انتشار یافت. در ایالت متحدهٔ آمریکا این فیلم در سال ۲۰۱۲ و به صورت محدود اکران شد.

## بازخوردها
فیلم بازخوردهای مثبتی دریافت کرد. در وب‌گاه راتن تومِیتوز ۸۰ درصد از منتقدان دربارهٔ این فیلم نقد مثبت نوشته‌اند و امتیاز فیلم ۶/۴ از ۱۰ است. در وب‌گاه متاکریتیک نیز امتیاز فیلم ۵۷ از ۱۰۰ است.